# Nuvole barocche
Nuvole barocche è la seconda compilation di Fabrizio De André, pubblicata nel 1969. Alcune edizioni riportano il titolo Vol. 2 o Fabrizio De André 2 (Carlo Martello ritorna dalla battaglia di Poitiers)

## Contenuti
L'LP raccoglie alcune fra le prime canzoni del cantautore genovese pubblicate dalla casa discografica Karim, ed è complementare alla prima raccolta Tutto Fabrizio De André, uscita nel 1966; quest'ultima, nel 1968, era stata ristampata come La canzone di Marinella e a partire dal 1972 le nuove edizioni del secondo titolo avrebbero escluso La canzone dell'amore perduto, che fin dalla prima pubblicazione era stata invece inserita anche qui. Più curiosa è la ripetizione, da un disco all'altro, di Amore che vieni, amore che vai. I restanti otto brani, pubblicati a loro tempo solo in forma di singoli discografici, e non inclusi nella prima antologia, appaiono per la prima volta su 33 giri.
Con questo album, in sostanza, viene ultimata la riedizione su album di materiale del periodo Karim, anche se fino al 1991, con la raccolta Il viaggio, non sarebbe mai stata pubblicata una ristampa integrale. Per questo motivo i due titoli La canzone di Marinella (senza La canzone dell'amore perduto) e Nuvole barocche (con Amore che vieni, amore che vai) a partire dal 1972 sarebbero stati riuniti più volte in un doppio LP.

## Tracce
Lato A
1. Nuvole barocche (1961) – 2:24 (testo: Gianni Lario – musica: Fabrizio De André, Carlo Cesare Stanisci)
2. E fu la notte (1961) – 2:04 (testo: Franco Franchi – musica: Carlo Cesare Stanisci, Fabrizio De André, Arrigo Amadesi)
3. Delitto di paese (L'assassinat) (1965) – 3:17 (testo: Georges Brassens - adattamento italiano: Fabrizio De André – musica: Georges Brassens) – incisa nuovamente per l'album Canzoni
4. Valzer per un amore (Valzer campestre) (1964) – 3:38 (testo: Fabrizio De André[1] – musica: Gino Marinuzzi[2]) – incisa nuovamente per l'album Canzoni
5. Per i tuoi larghi occhi (1965) – 2:33 (Fabrizio De André[3])

Lato B
1. Carlo Martello ritorna dalla battaglia di Poitiers (1963) – 5:18 (testo: Paolo Villaggio, Fabrizio De André – musica: Fabrizio De André) – una seconda incisione è presente nell'album Vol. 1º del 1967
2. Il fannullone (1963) – 3:36 (testo: Fabrizio De André, Paolo Villaggio – musica: Fabrizio De André)
3. Geordie (1966, con Maureen Rix) – 2:04 (Fabrizio De André[4])
4. Amore che vieni, amore che vai (1966) – 2:39 (Fabrizio De André) – già contenuta nella prima antologia Tutto Fabrizio De André
5. La canzone dell'amore perduto (1966) – 3:39 (testo: Fabrizio De André – musica: Fabrizio De André, Georg Philipp Telemann[5]) – già contenuta nella prima antologia Tutto Fabrizio De André